# Arrondissement de Sarreguemines (Empire allemand)
L'arrondissement de Sarreguemines (Landkreis Saargemünd) correspond à l'arrondissement français de Sarreguemines à l'époque de l'empire allemand et sous le Troisième Reich.

## Contexte
Un arrondissement allemand correspond à un arrondissement français. Ce découpage administratif fut instauré en Moselle en 1871, à la suite de l'annexion de l'Alsace-Lorraine, puis rétabli en 1940, avec l'annexion de la Moselle.

## Organisation territoriale
Pendant la première annexion allemande, le district de Lorraine désignait ce qui deviendra le département de la Moselle en 1918. Il constituait avec le district de Haute-Alsace» et le district de Basse-Alsace l'Alsace-Lorraine. Le district de Lorraine comprenait l'arrondissement de Boulay, l'arrondissement de Château-Salins, l'arrondissement de Forbach, l'arrondissement de Metz-Campagne, l'arrondissement de Sarrebourg, l'arrondissement de Sarreguemines, l'arrondissement de Thionville-Est et l'arrondissement de Thionville-Ouest.
En 1940, le département de la Moselle devint le CdZ-Gebiet Lothringen et fut rattaché au Gau Westmark.

## Population de l'arrondissement

### Communes de plus de1 000habitants
| Nom              | Population (1910) |
| ---------------- | ----------------- |
| Biningen         | 1 100             |
| Bitsch           | 4 290             |
| Enchenberg       | 1 233             |
| Großblittersdorf | 2 434             |
| Hambach          | 1 373             |
| Lemberg          | 1 703             |
| Mombronn         | 1 757             |
| Neunkirchen      | 2 033             |
| Remelfingen      | 1 111             |
| Rohrbach         | 1 136             |
| Saareinsberg     | 1 424             |
| Saargemünd       | 15 384            |
| Sucht            | 1 106             |
| Wölferdingen     | 1 723             |

### Population totale
| 1890   | 1900   | 1910   |
| ------ | ------ | ------ |
| 66 527 | 70 799 | 74 186 |

## Seconde Guerre mondiale
La Moselle étant de nouveau annexée à l’Allemagne en juillet 1940, l'arrondissement de Sarreguemines fut rétabli pendant la Seconde Guerre mondiale. L'arrondissement faisait partie du CdZ-Gebiet Lothringen, nouvelle division territoriale intégrée au  Gau Saarpfalz, renommé Westmark en 1942. Libéré par les forces alliées fin 1944, l'arrondissement de Sarreguemines a été rétabli par la France.

## Administrateurs

### Administrateurs civils ( Kreisdirektor)
- 1871: Alexander von der Goltz (baron)[2]
- 1882: Sigismund von Kramer (baron)
- 1891: von Gagern (baron)
- 1897: Weinmann
- 1902: Paul Böhmer
- 1906: Rheinart
- 1913: Fleurent
- 1915: Flohr

### Administrateurs civils ( Landkommissar - Landrat)
- 1940: Eduard Kern[2]
- 1942: Karl Hautmann
- 1942: Werner Heinze
- 1942: Schlessmann
- 1943: Eduard Kern